# Xylota sichotana
Xylota sichotana är en tvåvingeart som beskrevs av Mutin 1985. Xylota sichotana ingår i släktet vedblomflugor, och familjen blomflugor. Inga underarter finns listade i Catalogue of Life.